# Jonathan Friedrich Bahnmaier
Jonathan Friedrich Bahnmaier (n. 12 iulie 1774, Oberstenfeld, Germania - d. 18 august 1841, Owen) a fost un teolog evanghelic german și autor de poezie religioasă.

## Opere
- Walte, walte nah und fern, allgewaltig Wort des Herrn ()
- Gesänge für die Jugend (1810) - Cântece pentru tineri
- Predigten auf alle Sonn-, Fest- u. Feiertage I (1822)
- Predigten auf alle Sonn-, Fest- u. Feiertage II (1825)
- Predigten auf alle Sonn-, Fest- u. Feiertage III (1830)

## Literatură
- deFriedrich Wilhelm Bautz:  Bahnmaier, Jonathan Friedrich în Biografii din bibliografia lexiconului bisericesc (BBKL). Bd. 1, Hamm 1975, ISBN 3-88309-013-1, Sp. 344–345.
- de Christian Palmer: Bahnmaier, Jonathan Friedrich, articol din: Allgemeine Deutsche Biographie (ADB). Volumul 1, Leipzig, 1875, p. 766–767.